# Albuino di Bressanone
Albuino di Bressanone, anche conosciuto come Alboino (X secolo – Bressanone, 5 febbraio 1006), è stato un vescovo e santo italiano, venerato dalla Chiesa cattolica.

## Biografia
Divenne vescovo di Sabiona (chiamata poi diocesi di Bressanone) dal 975. 
Viene ricordato a Bressanone e in tutto l'Alto Adige come il vescovo che trasferì la diocesi da Sabiona a Bressanone. Egli l'8 settembre del 977 è chiamato per la prima volta quale vescovo della chiesa di Sabiona e Bressanone (sanctæ Sabianensis et Prixianensis ęcclesiæ ępiscopus).
Qui morì il 5 febbraio 1006.

## Culto
La festa del santo sul calendario cattolico ricorre il 5 febbraio, ma a Bressanone, dove è considerato uno dei patroni della città assieme a Ingenuino e Cassiano, viene ricordato il secondo sabato dopo Pasqua.